# Misija (1986.)
Misija (eng. The Mission) britanski je film Rolanda Joffea o isusovačkim misionarima u 18. stoljeću u Južnoj Americi, s Robertom De Nirom i Jeremyjem Ironsom u glavnim ulogama. Film je pobjednik filmskog festivala u Cannesu 1986. i dobitnik Oscara za najbolju snimku.

## Radnja
Film je smješten u 18. stoljeće kad isusovački misionari u Južnoj Americi uspostavljaju misije neovisne od španjolske vlasti kako bi domorodce poučili kršćanstvu. U središtu priče je španjolski isusvoački svećenik, otac Gabriel (Jeremy Irons), koji dolazi u južnoameričku džunglu kako bi uspostavio misiju i preobratio mjesne Indijance Guarani na kršćanstvo. Poslije mu se pridružuje reformirani portugalski plaćenik, Rodrigo Mendoza (Robert De Niro), koji vidi isusovačku misiju kao utočište i mjesto iskupljenja zbog ubojstva svojeg brata.
Mendoza i Gabriel pokušavaju obraniti zajednicu od okrutnih portugalskih kolonizatora (koji pokušavaju porobiti Guaranije); Gabriel nenasilnim metodama, a Mendoza svojim vojničkim vještinama. Misija, koja je donedavno bila pod španjolskom zaštitom, predana je Portugalcima dok je Sveta Stolica (kojeg predstavlja papin poslanik Alta Mirano) naredio isusovcima da se povuku s teritorija iznad slapova. Konačno, zajednički španjolski i portugalski napad završava uništenjem misije, brojni su domorodci pobijeni, kao i svećenici. Mendoza, koji umire spašavajući indijansko dijete na mostu, konačno pronalazi iskupljenje koje je tražio.

## Nagrade
- Zlatna palma na festivalu u Cannesu 1986.
- Zlatni globus za glazbu
- Oscar za najbolju snimku

## Zanimljivosti
- U filmu iz 2006., Praznik, Miles (Jack Black) u videoteci pokazuje Iris (Kate Winslet) dvostruko izdanje filma na DVD-u, kazavši joj kako bi ga trebala pogledati zbog nevjerojatnog soundtracka.
- Indijanci u filmu nisu govorili guarani jezikom nego Wawnana, jezikom  kolumbijskih Indijanaca.

## Vanjske poveznice
- Misija u internetskoj bazi filmova IMDb-a
- The Mission  Arhivirana inačica izvorne stranice od 7. lipnja 2011. (Wayback Machine) at the Arts & Faith Top100 Spiritually Significant Films  Arhivirana inačica izvorne stranice od 20. srpnja 2006. (Wayback Machine) list